# Nelson Mores
Nelson Selim Mores Docmac (Puente Alto; 27 de octubre de 1957), conocido como Nelson Dekmak en Palestina, es un exfutbolista y entrenador chileno.

## Trayectoria
Nacido en Puente Alto, como jugador fue arquero de Provincial Osorno.
Como entrenador, dirigió a Provincial Osorno, Curicó Unido y Deportes Puerto Montt. Es un entrenador histórico en el conjunto osornino, dirigiéndolo en 5 ocasiones, además en la Primera División.
Descendiente de palestinos, dirigió la Selección de fútbol de Palestina el año 2007 en reemplazo de Azmi Nassar.
Luego de dirigir hasta 2019 a Provincial Osorno, equipo creado por los socios e hinchas del equipo original desafiliado del fútbol en 2012, en octubre de 2020 asumió el cargo de gerente deportivo.

## Clubes

### Como entrenador
| Club                             | País      | Año       |
| -------------------------------- | --------- | --------- |
| Provincial Osorno                | Chile     | 2000-2001 |
| Provincial Osorno                | Chile     | 2005-2006 |
| Curicó Unido                     | Chile     | 2006      |
| Provincial Osorno                | Chile     | 2006      |
| Selección de fútbol de Palestina | Palestina | 2007      |
| Provincial Osorno                | Chile     | 2012      |
| Deportes Puerto Montt            | Chile     | 2013      |
| Provincial Osorno                | Chile     | 2018-2019 |